# Kemy, a felfedező
A Kemy, a felfedező (eredeti cím: 깨미탐험대, angol cím: Kemy Expedition) dél-koreai televíziós 3D-s számítógépes animációs sorozat, amelyet a G&G Entertaiment készített. Spanyolországban a TVE vetítette. Olaszországban a RAI sugározta. Izraelben a Luil TV tűzte műsorára. Magyarországon az M2 adja 2018. október 18-ától.

## Szereplők
- Kemy – Kis zöld színű dinó, aki minden nap más és más kérdésre keresi a választ. (Magyar hangja: Szabó Zselyke)
- Coyo – (Magyar hangja: Baráth István)
- Toong - (Magyar hangja: Gubányi György István)
- Dorong Apó - (Magyar hangja: Fellegi Lénárd)
- Komi - (Magyar hangja: Boldog Emese)
- Doom Doom - (Magyar hangja: Papucsek Vilmos)

## Epizódok
| #   | Angol cím                                         | Magyar cím                                               | Magyar premier      |
| --- | ------------------------------------------------- | -------------------------------------------------------- | ------------------- |
| 1.  | Who Can See The Best At Night?                    | Ki lát a legjobban a sötétben?                           | 2018. október 18.   |
| 2.  | Who Has The Strongest And Biggest Teeth?          | Kinek a legnagyobbak és legerősebbek a fogai?            | 2018. október 18.   |
| 3.  | Who Has the Best Sense of Smell?                  | Kinek a legjobb a szaglása?                              | 2018. október 19.   |
| 4.  | Who Has the Longest Neck?                         | Kinek a leghosszabb a nyaka?                             | 2018. október 19.   |
| 5.  | Who Can Float the Best on Water?                  | Ki tud a legjobban úszni a vízen?                        | 2018. október 22.   |
| 6.  | Who Can Fly the Best and is not a Bird?           | Melyik állat repül jobban, mint a madarak?               | 2018. október 22.   |
| 7.  | Where are the World's Most Dangerous Places?      | Melyik a legveszélyesebb hely a világon?                 | 2018. október 23.   |
| 8.  | Who has the Most Unusual Eyes?                    | Kinek van a legkülönlegesebb szeme?                      | 2018. október 23.   |
| 9.  | Which Bugs are the Most Annoying?                 | Melyik a legbosszantóbb rovar?                           | 2018. október 24.   |
| 10. | Who Can Run the Fastest?                          | Melyik állat fut a leggyorsabban?                        | 2018. október 24.   |
| 11. | Who Can Dig the Best Burrows?                     | Ki ássa a legjobb alagutat?                              | 2018. október 25.   |
| 12. | Who Can Go the Longest Without Eating?            | Ki bírja a legtovább evés nélkül?                        | 2018. október 25.   |
| 13. | Who is the Smelliest of All?                      | Ki a legrosszabb szagú a világon?                        | 2018. október 26.   |
| 14. | Where are the Most Amazing Places in the World?   | Hol vannak a legcsodálatosabb helyek a világon?          | 2018. október 26.   |
| 15. | Who can Climb Trees the Best?                     | Ki tud a legjobban fára mászni?                          | 2018. október 29.   |
| 16. | Which Tree is the Tallest?                        | Melyik fa a legmagasabb?                                 | 2018. október 29.   |
| 17. | Who are the Coolest In nthe Poles?                | Melyik állat bírja a legjobban a hideget?                | 2018. október 30.   |
| 18. | Who Can Sing the Best?                            | Melyik állat énekel a legszebben?                        | 2018. október 30.   |
| 19. | Who Can Hold Their Breath the Longest Underwater? | Melyik állat tudja legtovább visszatartani a lélegzetét? | 2018. október 31.   |
| 20. | Who is the Smartest of All?                       | Melyik állat a legokosabb?                               | 2018. novemberer 1. |
| 21. | Who Is the Best at Hide-and-Seek?                 | Ki tud a legjobban bújócskázni?                          | 2018. novemberer 1. |
| 22. | Who Has the Biggest Family?                       | Kinek van a legnagyobb családja?                         | 2018. novemberer 2. |
| 23. | Who Can Build the Best House?                     | Ki tud a legjobban házat építeni?                        | 2018. novemberer 2. |
| 24. | Who is the Prettiest Under the Sea?               | Ki a legszebb a tengerben?                               | 2018. november 5.   |
| 25. | Which Poo is the Greatest of All?                 | Melyik trágya a leghasznosabb?                           | 2018. november 5.   |
| 26. | Who has the Biggest Mouth?                        | Kinek van a legnagyobb szája a világon?                  | 2018. november 6.   |
| 27. | Who Takes the Strangest Bath?                     | Ki fürdik a legfurcsábban?                               | 2018. november 6.   |
| 28. | Who has the Greatest Horns of All?                | Melyik állatnak van a legerősebb szarva?                 | 2018. november 7.   |
| 29. | Who Has the Prickliest Spines?                    | Kinek a legszúrósabbak a tüskéi?                         | 2018. november 7.   |
| 30. | Who Has the Most Eyes of All?                     | Kinek van a legtöbb szeme?                               | 2018. november 8.   |
| 31. | Who Are the Coolest in the Deep Jungle?           | Kik laknak a dzsungel mélyén?                            | 2018. november 8.   |
| 32. | Who Has the Most Unusual Tail?                    | Kinek van a legkülönlegesebb farka?                      | 2018. november 9.   |
| 33. | Who can Transform the Best of All?                | Ki tud a legjobban átalakulni?                           | 2018. november 9.   |
| 34. | Who has the Hardest Shell?                        | Kinek van a legkeményebb a páncélja?                     | 2018. november 12.  |
| 35. | Who Likes the Night the Best?                     | Melyik élőlény szereti legjobban az éjszakát?            | 2018. november 12.  |
| 36. | Who Are the Biggest Friends in the Water?         | Melyik a legnagyobb élőlény az óceánban?                 | 2018. november 13.  |
| 37. | What Bird Is the Biggest on Earth?                | Melyik a legnagyobb madár a világon?                     | 2018. november 13.  |
| 38. | Who Has Been on Earth the Longest?                | Melyik élőlény a Föld legrégebbi lakója?                 | 2018. november 14.  |
| 39. | Who Is the Slowest of All?                        | Melyik élőlény mozog a leglassabban?                     | 2018. november 14.  |
| 40. | Who Has the Most Teeth of All?                    | Kinek van a legtöbb foga?                                | 2018. november 15.  |
| 41. | Who Are the Most Dangerous of All?                | Melyik élőlény a legveszélyesebb?                        | 2018. november 15.  |
| 42. | What Is the Scariest Plant on Earth?              | Melyik a legveszélyesebb növény a világon?               | 2018. november 16.  |
| 43. | Which Animals Are the Most Colorful and Fancy?    | Melyik élőlény a legszínesebb?                           | 2018. november 16.  |
| 44. | ?                                                 | Ami tapad, az ragad                                      | 2018. november 19.  |
| 45. | ?                                                 | Kik élnek a legtovább a világon?                         | 2018. november 19.  |
| 46. | ?                                                 | Kinek van a legtöbb lába, és kinek nincs egy sem?        | 2018. november 20.  |
| 47. | ?                                                 | Kinek van a leghosszabb nyelve?                          | 2018. november 20.  |
| 48. | ?                                                 | Melyik a világ legnagyobb vízesése?                      | 2018. november 20.  |
| 49. | ?                                                 | Melyik állat a legjobb barátunk?                         | 2018. november 20.  |